# Manoel (1953–2015)
Manoel, właśc. Manoel da Silva Costa (ur. 14 lutego 1953 w Uruguaianie, zm. 17 października 2015) – brazylijski piłkarz, występujący na pozycji napastnika.

## Kariera klubowa
Karierę piłkarską Manoel rozpoczął w klubie SC Internacional w 1972 roku. W Cruzeiro 27 września 1972 w zremisowanym 1-1 meczu z SE Palmeiras Manoel zadebiutował w lidze brazylijskiej. Z Internacionalem trzykrotnie zdobył mistrzostwo stanu Rio Grande do Sul – Campeonato Gaúcho w 1972, 1973 i 1974 roku. W latach 1974–1975 występował w Américe Rio de Janeiro. W barwach Amériki 23 listopada 1975 w przegranym 0-2 meczu z SE Palmeiras Manoel po raz ostatni wystąpił w lidze brazylijskiej. Ogółem w lidze brazylijskiej wystąpił w 51 spotkaniach i strzelił 9 bramek.
W 1976 roku wyjechał do Portugalii do Sporting CP. Ze Sportingiem zdobył mistrzostwo Portugalii w 1980 oraz Puchar Portugalii w 1978 roku. W 1981 roku krótko grał w Portimonense SC. Karierę zakończył Manoel w Sportingu Braga w 1983 roku.

## Kariera reprezentacyjna
W 1972 roku Manoel uczestniczył w Igrzyskach Olimpijskich w Monachium. Na turnieju Manoel był podstawowym zawodnikiem i wystąpił we wszystkich trzech meczach grupowych reprezentacji Brazylii z Danią, Węgrami i Iranem.